# Facundo Argüello
Facundo Argüello (Córdoba, 4 de maio de 1992) é um tenista profissional argentino.